# Franklin (Alabama)
Franklin es un pueblo ubicado en el condado de Macon en el estado estadounidense de Alabama. En el censo de 2000, su población era de 149. 

## Demografía
En el 2000 la renta per cápita promedia del hogar era de $ 35.000$, y el ingreso promedio para una familia era de 42.188$. El ingreso per cápita para la localidad era de 34.572$. Los hombres tenían un ingreso per cápita de 32.917$ contra 29.821$ para las mujeres.

## Geografía
Franklin está situado en 32°27′19″N 85°48′10″O / 32.45528, -85.80278 (32.455388, -85.802884).
Según la Oficina del Censo de los EE. UU., la ciudad tiene un área total de 3.34 millas cuadradas (8.66 km²).